# Rosette Anday
Rosette Anday (Budapest, 12 dicembre 1899 – Vienna, 22 dicembre 1977) è stata un mezzosoprano ungherese.

## Biografia

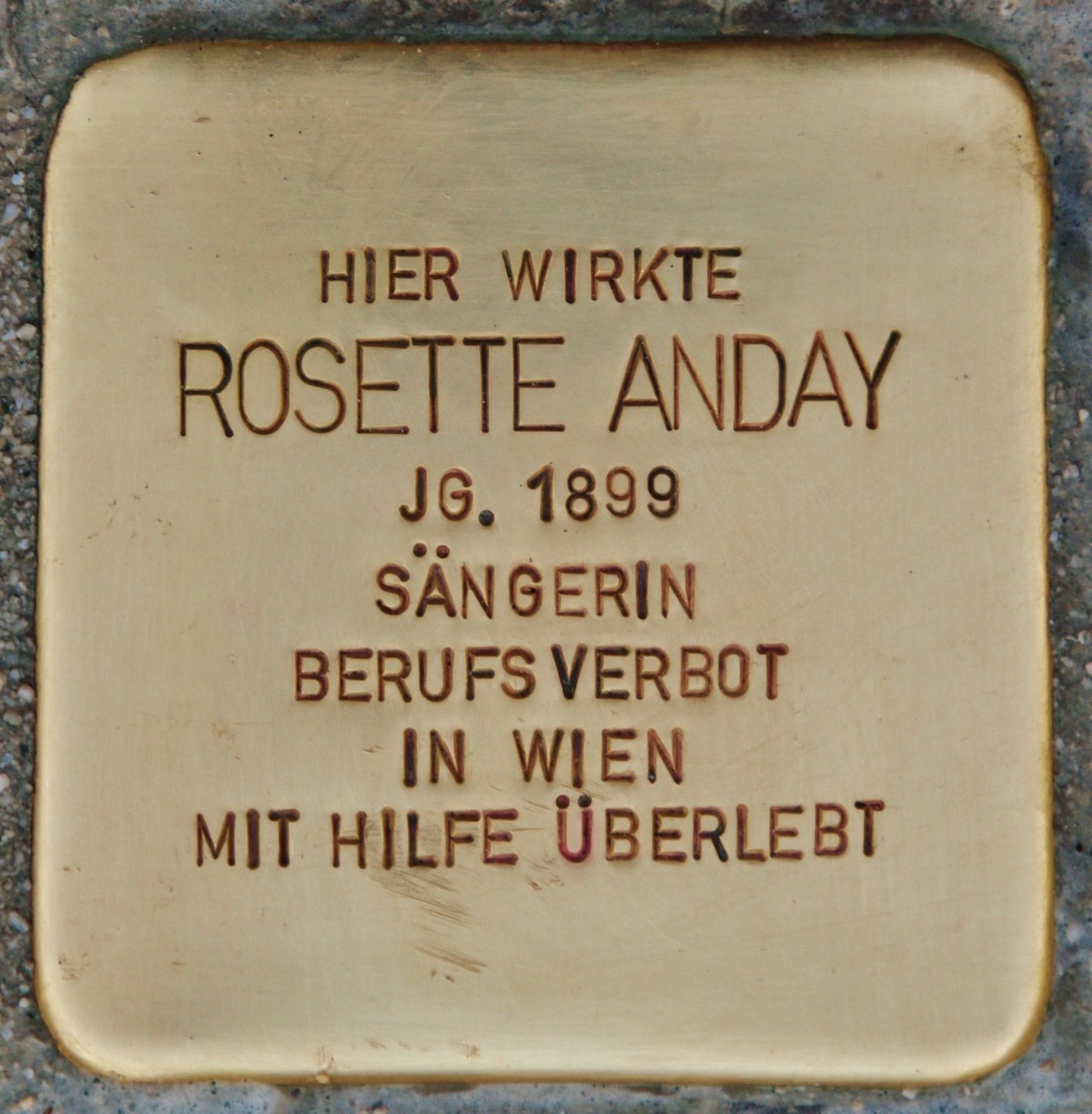
La pietra d'inciampo in memoria di Rosette Anday a Salisburgo

Nata a Budapest nel 1899, Rosette Anday fece il suo debutto alla Wiener Staatsoper nel ruolo di Carmen il 23 settembre 1921. Nello stesso anno tenne il suo primo recital al Musikverein. Cantò regolarmente alla Wiener Staatsoper fino al 1961, apparendo in oltre una sessantina di ruoli, tra i quali Amneris, Bersi, Peronella, Lucia, Dorabella, Erda, Mary, Madre Jeanne, Magdalene, Clitennestra, Ol'ga, Mrs Quickly, Zita, Waltraute, Hänsel, Azucena, Preziosilla, Cherubino, Suzuki, Mignon, Giocasta, Emilia, Maddalena, Dalila, Brangäne e Ulrica. Nel 1922 esordì al Festival di Salisburgo come Dorabella, tornandovi come Cherubino, Orfeo, Clitennestra, Brangäne e Orlofsky; nel 1928 e 1929 cantò al Covent Garden come Erda, Fricka, Waltraute e Hatred.
L'Anschluss rallentò notevolmente la sua carriera e nel 1940 fu licenziata dalla Wiener Staatsoper in quanto ebrea. Anche se il matrimonio con un cattolico riuscì a tutelarla, almeno in parte, fu costretta a nascondersi per evitare la deportazione. Cantò occasionalmente anche sulle scene italiane: nel 1949 fu Brangäne al Teatro Comunale di Bologna e Marcellina ne Le nozze di Figaro al Maggio Musicale Fiorentino. Nel 1955 fu insignita della Medaglia d'oro dell'Ordine al merito della Repubblica austriaca. Nel 1961 diede il suo addio alle scene cantando come Clitennestra a Vienna.
Morì nel 1977 pochi giorni dopo il suo settantottesimo compleanno e fu sepolta al Zentralfriedhof. Nel 2020 Gunter Demnig ha posto una pietra d'inciampo in suo onore a Salisburgo, davanti all'Haus für Mozart.

## Discografia (parziale)
- Arabella (1947) - Georg Hann (Graf Waldner); Rosette Anday (Adelaide); Maria Reining (Arabella); Lisa della Casa (Zdenka); Hans Hotter (Mandryka); Horst Taubmann (Matteo); Julius Patzak (Graf Elemer); Josef Witt (Graf Dominik); Alfred Poell (Graf Lamoral); Herma Handl (Die Fiakermilli). Melodram 101 (3 LP); Discocorp RR 525 (3 LP) / DG 445343-2 (3 CD); Melodram 37077 (3 CD).